# Ajjihalli, Mundgod
Ajjihalli là một làng thuộc tehsil Mundgod, huyện Uttara Kannada, bang Karnataka, Ấn Độ.